# Nomenclatura de hidrocarburos acíclicos
La nomenclatura de hidrocarburos acíclicos es una metodología establecida para denominar y agrupar los hidrocarburos cuyas cadenas principales o secundarias son todas abiertas. Cuando todos los carbonos del compuesto tienen cuatro enlaces simples se denominan alcanos acíclicos. Los que presentan dobles ligaduras se denominan alquenos acíclicos y los que presentan triples ligaduras, alquinos acíclicos.

## Alcanos lineales
Los nombres de los alcanos lineales son la base de la denominación estructural del resto de los nombres de compuestos orgánicos. Los primeros cuatro miembros de la serie homóloga de alcanos acíclicos se denominan metano, etano, propano y butano. Los nombres de los miembros superiores a cuatro carbonos de esta serie se construyen con un prefijo numeral griego, seguido del sufijo "-ano", con eliminación de la "a" terminal de la expresión numérica.  
| n  | Alcano      | n   | Alcano            |
| -- | ----------- | --- | ----------------- |
| 1  | Metano      | 21  | Henicosano        |
| 2  | Etano       | 22  | Docosano          |
| 3  | Propano     | 23  | Tricosano         |
| 4  | Butano      | 24  | Tetracosano       |
| 5  | Pentano     | 25  | Pentacosano       |
| 6  | Hexano      | 26  | Hexacosano        |
| 7  | Heptano     | 27  | Heptacosano       |
| 8  | Octano      | 28  | Octacosano        |
| 9  | Nonano      | 29  | Nonacosano        |
| 10 | Decano      | 30  | Triacontano       |
| 11 | Undecano    | 31  | Hentriacontano    |
| 12 | Dodecano    | 32  | Dotriacontano     |
| 13 | Tridecano   | 40  | Tetracontano      |
| 14 | Tetradecano | 50  | Pentacontano      |
| 15 | Pentadecano | 57  | Pentaheptacontano |
| 16 | Hexadecano  | 60  | Hexacontano       |
| 17 | Heptadecano | 70  | Heptacontano      |
| 18 | Octadecano  | 80  | Octacontano       |
| 19 | Nonadecano  | 90  | Nonacontano       |
| 20 | Icosano     | 100 | Hectano           |

Para distinguir estos compuestos de otros posibles isómeros a partir de alcanos de 5 carbonos, se puede utilizar una “n-“ inicial para indicar que se trata de un compuesto lineal. Por ejemplo, n-pentano para distinguirlo de otros pentanos, como el isopentano y el neopentano. Las posiciones de la cadena se numeran de un extremo al otro con números arábigos:  

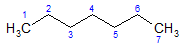
Numeración del n-heptano

Los sustituyentes univalentes derivados de los hidrocarburos acíclicos saturados no ramificados por la eliminación de hidrógeno a partir de un átomo de carbono terminal se nombran sustituyendo la terminación "-ano" del nombre del hidrocarburo por "-il" cuando se utilizan como prefijos e “-ilo” cuando se nombran como sustantivos. El átomo de carbono con la valencia libre se numera como 1. Este tipo de sustituyentes se denominan alquilos normales (n), o lineales. 

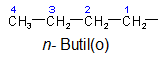
Sustituyente butil(o)

El alcano lineal polimérico de cadena larga se denomina polietileno:

## Alcanos acíclicos ramificados

### Principio de construcción nominal
Un alcano acíclico ramificado se nombra fundamentalmente en dos pasos:
a) Se menciona el compuesto patrón, que se define como el que presenta la cadena más larga. En el caso del siguiente compuesto:
la cadena más larga encontrada es el heptano, el cual será tomado como compuesto patrón. 
b) El resto de los carbonos se nombran previamente como sustituyentes, mencionándose número de posición y sustituyente. Todo debe separarse por guiones excepto el último prefijo que se mencione, el cual se yuxtapone con el nombre del compuesto original. Para el caso del compuesto anterior:
El nombre es: 4-etilheptano.
- En el caso de que se encuentren dos o más sustituyentes repetidos, se mencionan todas las posiciones separadas por comas y el sustituyente va precedido por un prefijo de multiplicidad que corresponde al número de veces que aparece el sustituyente. La presencia de los sustituyentes idénticos simples se indica con el prefijo multiplicador adecuado di-, tri, tetra, penta-, hexa-, hepta-, octa-, nona, deca-, undeca-, etc.

- La cadena más larga se numera de un extremo al otro con números arábigos en el sentido tal que los números de las posiciones sean lo más bajos posibles. Cuando la serie de posiciones contiene dos sustituyentes ubicados a la misma distancia de los extremos, se toma como carbono “1” aquel en donde el resto de los sustituyentes esté más cercano, de tal manera que los números de posición queden lo más bajos posible. Este principio se aplica independientemente de la naturaleza de los sustituyentes.

### Sustituyentes
El nombre genérico de los sustituyentes generados a partir de alcanos se denominan grupos alquilo. Las reglas más comunes para los sustituyentes son:
- Los sustituyentes univalentes derivados de alcanos lineales en posiciones intermedias se nombran a partir del átomo de carbono con la valencia libre, el cual se considera como posición “1”. Las cadenas laterales se nombran por los mismos principios antes descritos, siempre y cuando se conserve la posición “1” antes mencionada. Los sustituyentes univalentes derivados de alcanos ramificados con una sola cadena lateral en posiciones intermedias se nombran bajo el mismo principio. Por ejemplo:

Los siguientes nombres triviales para sustituyentes están autorizados por la IUPAC:
Isopropil en lugar de 1-metiletil
sec-Butil en lugar de 1-metilpropil
- Los sustituyentes univalentes derivados de alcanos ramificados con varias cadenas laterales se denominan alquilos complejos. Los sustituyentes que representan a las cadenas laterales sobre el sustituyente principal se denominan sustituyentes secundarios. La presencia de varios sustituyentes complejos idénticos puede ser indicado por el prefijo multiplicador adecuado bis-, tris-, tetrakis-, pentakis-, etc.

- Los siguientes nombres triviales de sustituyentes ramificados se utilizan de manera oficial:

Isobutil(o) en vez de 2-metilpropil(o).
Isopentil(o) en vez de 3-metilbutil(o).
Neopentil(o) en vez de 2,2-dimetilpropil(o).
Isohexil(o) en vez de 4-metilpentil(o).
- Los sustituyentes secundarios se van nombrando bajo los mismos principios ya descritos y se van mencionando en bloques de signos de agrupación de acuerdo a las ramificaciones secundarias generadas. Primero se utilizan paréntesis; los corchetes agrupan paréntesis y las llaves agrupan a los corchetes. Si dos o más cadenas laterales de diferente naturaleza están presentes, se citan en orden alfabético.

- Además de los paréntesis para distinguir un sustituyente complejo, se pueden utilizar posiciones primadas (Con apóstrofo (')) para indicar replicación de sustituyentes secundarios. Se ejemplifica con el siguiente compuesto:

### Orden alfabético de los sustituyentes
Para establecer el orden alfabético de los sustituyentes en un alcano ramificado se consideran los siguientes puntos:
I) Se enlistan los nombres simples de los sustituyentes y esos son los que se organizan en orden alfabético sin contar los prefijos de multiplicidad. En el siguiente ejemplo, etil- se cita antes de metil-, por lo tanto el nombre correcto es 4-etil-3 ,3-dimetilheptano, no así el 3,3-dimetil-4-etil-dimetilheptano, ya que aunque di- alfabéticamente va después de etil-, no se cuenta el numeral para nombrar al compuesto.
II) Para nombrar un sustituyente complejo se considera que comienza con la primera letra del nombre completo del sustituyente secundario. Para nombrar el siguiente compuesto, en el sustituyente dimetilpentil, se cuenta el prefijo di- porque el nombre comprende a todo el sustituyente. Por lo tanto, el nombre del compuesto es 7 - (1,2-Dimetilpentil)-5-etiltridecano:
III) En el caso en que los nombres de los sustituyentes complejos estén formados por palabras idénticas y posiciones secundarias distintas, la prioridad para la citación se cede al sustituyente que contiene la menor posición de sustitución:

### Casos de ambigüedad
Existen casos en donde se puede tener el conflicto de asignar nombres ambiguos. Las convenciones de la IUPAC en estos casos se enuncian a continuación:
- Si dos o más cadenas laterales distintas se encuentran en posiciones equivalentes, y se generan dos nombres posibles, se toma como posición más baja la que corresponda a la de la cadena que alfabéticamente (sin considerar prefijos de multiplicidad) aparece primero.

- Si se presentan cadenas de igual longitud que compiten para la selección de la cadena principal de un hidrocarburo saturado acíclico ramificado, se propone la elección de acuerdo a los siguientes criterios:

A) La cadena que tiene el mayor número de cadenas laterales:
B) La cadena cuyos sustituyentes tienen el número de posición más bajo:
C) La cadena que tenga el mayor número de átomos de carbono, en las cadenas laterales más pequeñas:
Aquí la elección se encuentra entre dos cadenas principales posibles de igual longitud, cada una con seis cadenas laterales en las mismas posiciones. Listado en orden creciente, el número de átomos de carbono en las cadenas laterales de la primera opción como se muestra y el resultado de la elección del segundo sustituyente de la siguiente manera:
Primera opción 1,1,1,2,8,8
Segunda opción 1,1,1,1,8,9
En la expresión, "el mayor número de átomos de carbono en las cadenas laterales más pequeñas", se entiende como la mayor cadena lateral que aparezca cuando se comparan los tamaños de menor a mayor. Comparando en el ejemplo anterior 1 = 1, 1 = 1, 1 = 1, 2 > 1. Por lo tanto, la selección en este caso se realiza en el cuarto paso por la primera opción. 
D) La cadena que tiene los sustituyentes menos ramificados.
Nótese que el primer nombre considera un sustituyente lineal y otro ramificado; el segundo contiene dos sustituyentes ramificados.

### Sustituyentes multivalentes
Un sustituyente multivalente es aquel generado por más de una sustitución de hidrógeno en una cadena. 
- Los nombres de los radicales bivalentes derivados de alcanos lineales por la eliminación de un átomo de hidrógeno de cada uno de los dos átomos de carbono terminales, se construyen con un prefijo numeral griego concordante con el número de unidades de carbono , seguido del nombre “metilen-” si es un prefijo o “metileno” si se refiere como sustantivo. La excepción es la cadena de 2 carbonos, la cual se nombra como 'etilen-

- Los radicales bivalentes derivados de alcanos ramificados con enlaces libres simples en posiciones diferentes a las anteriores se nombran anteponiendo la designación de las cadenas laterales al nombre del radical alquilo ramificado que posee la cadena (No necesariamente la más larga posible) desde el primer átomo de carbono con la valencia libre (Carbono 1) hasta el último con valencia libre. El resto de los carbonos se nombran como sustituyentes, siento el carbono 1 el que tenga los números de posición más bajos posibles. Las Recomendaciones de la IUPAC 1993 proponen nombrar el sustituyente con la raíz del alcano lineal, las posiciones de las valencias libres y el prefijo -diil- si el sustituyente se nombra como prefijo, -diilo si se nombra como un sustantivo.

El siguiente nombre trivial se conserva: Propileno 
Para el caso de radicales bivalentes derivados de alcanos acíclicos con enlaces libres simples en una posición en común (Posición geminal) se nombran como un alcano cualquiera según las reglas descritas anteriormente. Se reemplaza el sufijo “-ano” por las posiciones repetidas, seguido de un guion, el prefijo numeral “di“ y el sufijo “-il-” si el resultado es un nuevo prefijo, o “-ilo” si es un sustantivo. Para tres enlaces geminales, se utiliza el numeral “tri-“. En la nomenclatura radicofuncional, un carbono con cuatro enlaces simples libres se nombra como carbono (Como en el caso del tetracloruro de carbono, CCl4 ) o como carburo si se une con sustituyentes menos electronegativos que el carbono (Como en el caso del carburo de silicio, CSi)
Los sustituyentes multivalentes que contienen tres o más átomos de carbono con enlaces libres simples se nombran como un alcano cualquiera según las reglas descritas anteriormente. Se reemplaza el sufijo “-ano” por todas las posiciones libres separadas por comas, seguido de un guion, el prefijo numeral correspondiente al número de enlaces libres y el sufijo “-il-” si el resultado es un nuevo prefijo, o “-ilo” si es un sustantivo.

## Hidrocarburos acíclicos insaturados

### Alquenos
Los hidrocarburos acíclicos no ramificados que tienen al menos un doble enlace se definen como alquenos. Cualquiera de los dos carbonos que conforman la doble ligadura, se denominan vinílicos. Los carbonos vecinales a la doble ligadura se denominan alílicos. 
Los alquenos se nombran de acuerdo a los siguientes casos: 
- Si se trata de un hidrocarburo lineal con una sola doble ligadura, se enumera la posición vinílica más baja posible y se sustituye la terminación "-ano" del nombre del hidrocarburo saturado correspondiente con la terminación "-eno". La numeración puede ir antes del nombre (Recomendaciones IUPAC 1979) o entre la raíz gramatical del hidrocarburo y el sufijo -eno (Recomendaciones IUPAC 1993). La isomería geométrica se menciona de acuerdo a las reglas de nomenclatura cis-trans y E-Z. El nombre trivial etileno se conserva. La nomenclatura de reemplazo del etileno ha caído en desuso (Por ejemplo, el nombre 1,2-dimetiletileno, CH3—CH=CH—CH3 no debe ya utilizarse, sino 2-buteno o but-2-eno).

- Si hay dos o más dobles enlaces, el sufijo “-eno” es precedido por un infijo de numeración, de tal manera que el sufijo resultante será "-adieno", "-atrieno", etc. La numeración se elige de tal manera que la posición vinílica más próxima a los extremos de la cadena sea la más baja posible. Los nombres genéricos de estos hidrocarburos (ramificados o no ramificados) son "alcadieno", "alcatrieno", etc y por abreviación se les puede nombrar como “dienos”, “trienos”.

Se han definido conceptos referentes a las posiciones relativas de las dobles ligaduras de los dienos (u otros polienos) conforme a su proximidad:
A los dienos que tienen dos dobles ligaduras que comparten un carbono, se denominan dienos acumulados (cumulenos)
A los dienos que tienen dos dobles ligaduras separadas por un enlace simple se denominan dienos conjugados.
A los dienos que se encuentran a más de un enlace de distancia se denomina dienos aislados.
- Los nombres triviales “isopreno” y “aleno” se conservan.

- Los alquenos acíclicos ramificados se nombran como derivados de los hidrocarburos no ramificados que contienen el número máximo de enlaces dobles. Si hay dos o más cadenas en competencia para la selección del compuesto patrón entonces se elige bajo los siguientes criterios:

1) Se escoge la cadena con el mayor número de átomos de carbono.
2) Cuando hay dos cadenas posibles con el mismo número de átomos de carbono, se elige la que contenga el mayor número de dobles ligaduras posibles.
- Los sustituyentes generados por dobles enlaces libres se nombran añadiendo "-ideno" al nombre del sustituyente univalente respectivo. El átomo de carbono con la valencia libre se numera como 1. La única excepción es el nombre de metileno para el sustituyente CH2 =.

- Los nombres de sustituyentes múltiples de dobles enlaces libres se construyen insertando el infijo numeral correspondiente:

- Los nombres de los sustituyentes univalentes derivados de alquenos acíclicos no saturados son asignados con los prefijos "-enil(o)", "-dienil(o)", etc., indicándose las posiciones de los enlaces dobles. El átomo de carbono con la valencia libre se numera como 1.

Los siguientes nombres triviales están autorizados por la IUPAC:
- En polienos con ramificaciones insaturadas se verifica que la cadena seleccionada contenga:

I) el número máximo de enlaces dobles:
II) el mayor número de átomos de carbono:
III) La cadena que incluya las dobles ligaduras con los localizadores más bajos posibles:
- Cuando un sustituyente saturado compite con uno insaturado por el localizador más bajo, se toman en cuenta los siguientes criterios:

1. Si los dos tienen el mismo número de carbonos, el localizador más bajo corresponde al más saturado:
2. Si los dos tienen distinto número de carbonos, el localizador más bajo corresponde al que tenga el mayor número de carbonos:
Cuando compiten dos sustituyentes con el mismo número de carbonos y dobles ligaduras en distintas posiciones, el localizador más bajo corresponde al que presente la insaturación con la doble ligadura más cercana a la cadena principal:
- Un dendraleno es un polieno acíclico que presenta conjugación cruzada total.[2][3] El dendraleno más simple es el buta-1,3-dieno (1) o [2]dendraleno, seguido por el [3]dendraleno (2), [4]dendraleno (3) y [5]dendraleno (4). El nombre dendraleno se conforma por las palabras dendrímero, lineal y alqueno. Los dendralenos superiores son de interés científico porque presentan un gran número de reacciones tipo Diels-Alder.

### Alquinos
Los hidrocarburos acíclicos no ramificados que tienen al menos un triple enlace se definen como alquinos. Cualquiera de los dos carbonos que conforman la triple ligadura, se denominan acetilénicos. Los carbonos vecinales a la doble ligadura se denominan propargílicos.  
Los alquinos se nombran de acuerdo a los siguientes casos:
a)	Si se trata de un hidrocarburo lineal con una sola triple ligadura, se menciona la posición acetilénica más baja posible. sustituyendo la terminación "-ano" del nombre del hidrocarburo saturado correspondiente con la terminación "-ino". El nombre trivial acetileno se acepta para nombrar al etino.
b) Si hay dos o más triples enlaces, el sufijo “-ino” es precedido por un prefijo de multiplicidad, de tal manera que el sufijo resultante será "-adiino", "-atriino", etc. Se escoge la cadena más larga que incluya el mayor número de triples ligaduras posibles. Los nombres genéricos de estos hidrocarburos (ramificados o no ramificados) son "alcadiino", "alcatriino", etc y por abreviación se les puede nombrar como “diinos”, “triinos”. La cadena es numerada de tal manera que se asignen los números más bajos posibles a los triples enlaces.
A los diinos que tienen dos triples ligaduras separadas por un enlace simple se denominan diinos conjugados. A los diinos que se encuentran a más de un enlace de distancia se denomina diinos aislados. 
- Los alquinos acíclicos con ramificaciones saturadas se nombran como derivados de los hidrocarburos no ramificados que contienen el número máximo de enlaces dobles. Si hay dos o más cadenas en competencia para la selección del compuesto patrón entonces se elige bajo los siguientes criterios:

1) Se escoge la cadena con el mayor número de átomos de carbono.
2) Cuando hay dos cadenas posibles con el mismo número de átomos de carbono, se elige la que contenga el mayor número de triples ligaduras posibles.
- Los sustituyentes generados por triples enlaces libres se nombran añadiendo "-idino" al nombre del sustituyente univalente respectivo. El átomo de carbono con la triple valencia libre se numera como 1. Los nombres de sustituyentes múltiples de triples enlaces libres se construyen insertando el infijo numeral correspondiente. Los nombres de los sustituyentes univalentes derivados de alquenos acíclicos no saturados son asignados con los prefijos "-inil(o)", "-diinil(o)", etc., indicándose las posiciones de los enlaces triples. El átomo de carbono con la valencia libre se numera como 1.

- Cuando en una misma cadena se encuentran dobles y triples ligaduras, el alquino tiene prioridad de mención. Los localizadores se nombran lo más bajos posibles, sin importar si el alquino queda con el mayor. Para evitar confusión en los números de posición de dobles y triples ligaduras, se escriben como infijos después de la raíz de la palabra correspondiente a la cadena principal las posiciones de los sustituyentes y los prefijos “en” (con su prefijo de multiplicidad correspondiente) anteriores al sufijo "-ino":

- En poliinos con ramificaciones insaturadas se verifica que la cadena principal seleccionada contenga:

I) el número máximo de enlaces dobles y/o triples.
II) el mayor número de átomos de carbono.
III) La cadena que incluya las dobles ligaduras con los localizadores más bajos posibles (sin importar que el alquino quede como sustituyente).
- Cuando un sustituyente saturado compite con uno insaturado por el localizador más bajo, se toman en cuenta los siguientes criterios:

1. Si los dos tienen el mismo número de carbonos, el localizador más bajo corresponde al más saturado.
2. Si los dos tienen distinto número de carbonos, el localizador más bajo corresponde al que tenga el mayor número de carbonos.
Cuando compiten dos sustituyentes con el mismo número de carbonos y triples ligaduras en distintas posiciones, el localizador más bajo corresponde al que presente la triple ligadura más cercana a la cadena principal: 

## Carbenos
Un carbeno es un carbono divalente. Además de formar dos enlaces, presenta un par libre de electrones (Carbeno singulete) El carbeno "metileno":
se toma como hidruro padre, y el resto de los sustituyentes se nombran en orden alfabético (se puede tomar el nombre "carbeno", sobre todo en dobles sustituciones). Si la cadena es más compleja, se puede utilizar la forma sustantiva del sufijo "-iliden-" o "-ilidin-" siguiendo el procedimiento establecido anteriormente para el sufijo "-il"